# Crush (album OMD)
Crush – szósty album studyjny angielskiego zespołu OMD, wydany 17 czerwca 1985 dzięki Virgin Records. Produkcją materiału zajął się Stephen Hauge.

## Lista utworów
- Strona 1:

1. „So in Love” – 3:29
2. „Secret” – 3:56
3. „Bloc Bloc Bloc” – 3:28
4. „Women III” – 4:26
5. „Crush” – 4:27

- Strona 2:

1. „88 Seconds in Greensboro” – 4:15
2. „The Native Daughters of the Golden West” – 3:58
3. „La Femme Accident” – 2:50
4. „Hold You” – 4:00
5. „The Lights Are Going Out” – 3:57